# Mack, ma che principe sei?
Mack, ma che principe sei? (おじゃる丸?, Ojarumaru) è una serie televisiva animata giapponese prodotta da Nippon Hōsō Kyōkai e realizzata da Gallop.

## Personaggi
- Macko
- Fly
- Cosmo
- Kelly
- Blue
- Magenta
- Goldie
- Hoshino
- Re Mostro
- Comelia
- Tommy
- Padre di Cosmo
- Madre di Cosmo
- Droghiere

## Episodi

### Stagione 1 (1998-1999)
| Nº | Giapponese 「Kanji」 - Rōmaji                                            | In onda          | In onda |
| Nº | Giapponese 「Kanji」 - Rōmaji                                            | Giapponese       |         |
| 1  | 「マロがおじゃる丸でおじゃる」 - Maro ga Ojarumaru de ojaru              | 5 ottobre 1998   |         |
| 2  | 「月からおとうとふってきた」 - Tsuki Kara Otōto Futtekita                | 6 ottobre 1998   |         |
| 3  | 「みんなはじめてばかりでおじゃる」 - Minna Hajimete Bakari de ojaru      | 7 ottobre 1998   |         |
| 4  | 「ユックリがよいでおじゃる」 - Yukkuri ga Yoi de ojaru                   | 8 ottobre 1998   |         |
| 5  | 「カズマはとっても石がすき」 - Kazuma wa Tottemo Ishi ga Suki            | 9 ottobre 1998   |         |
| 6  | 「トミー爺の大発見」 - Tomī-jī no Daihakken                              | 12 ottobre 1998  |         |
| 7  | 「マロのエボシは宝ばこ」 - Maro no Eboshi wa Takarabako                  | 13 ottobre 1998  |         |
| 8  | 「風呂や水はイヤでおじゃる」 - Furo ya Mizu wa Iya de ojaru              | 14 ottobre 1998  |         |
| 9  | 「ホームシックでおじゃる」 - Hōmushikku de ojaru                         | 15 ottobre 1998  |         |
| 10 | 「マロのエボシはふしぎでおじゃる」 - Maro no Eboshi wa Fushigi de ojaru  | 16 ottobre 1998  |         |
| 11 | 「金ちゃんは恐竜マニア」 - Kin-chan wa Kyōryū Mania                      | 19 ottobre 1998  |         |
| 12 | 「マロの居場所はどこでおじゃる？」 - Maro no Ibasho wa Doko de ojaru?    | 20 ottobre 1998  |         |
| 13 | 「小町ちゃんにメロリンコ」 - Komachi-chan ni Merorinko                   | 21 ottobre 1998  |         |
| 14 | 「カズマ、石をこわがる」 - Kazuma, Ishi o Kowagaru                       | 22 ottobre 1998  |         |
| 15 | 「トミー爺の子鬼かんげい会」 - Tomī-jī no Kooni Kangeikai                | 23 ottobre 1998  |         |
| 16 | 「いつも正しい石清水くん」 - Itsumo Tadashii Iwashimizu-kun              | 26 ottobre 1998  |         |
| 17 | 「電ボ、恋をする」 - Denbo, Koi o Suru                                   | 27 ottobre 1998  |         |
| 18 | 「庶民の味はナンギでおじゃる」 - Shomin no Aji wa Nangi de ojaru         | 28 ottobre 1998  |         |
| 19 | 「オカメ姫がやってきた」 - Okame-hime ga Yattekita                       | 29 ottobre 1998  |         |
| 20 | 「はたらき者の双子犬」 - Hatarakimono no Futago Inu                      | 30 ottobre 1998  |         |
| 21 | 「おじゃるスーパーマーケットへ行く」 - Ojaru Sūpāmāketto e Iku           | 2 novembre 1998  |         |
| 22 | 「つよいぞ電書ボタル」 - Tsuyoi zo Densho-Botaru                         | 3 novembre 1998  |         |
| 23 | 「ライバルはマリー婆ちゃん」 - Raibaru wa Marī-baachan                   | 4 novembre 1998  |         |
| 24 | 「フリーターケンさん」 - Furītā Ken-san                                  | 5 novembre 1998  |         |
| 25 | 「バレリーナになりたいでおじゃる」 - Barerīna ni Naritai de ojaru        | 6 novembre 1998  |         |
| 26 | 「キスケひよこになる」 - Kisuke Piyoko ni Naru                           | 9 novembre 1998  |         |
| 27 | 「暗いのうすいさちよ」 - Kurai no Usui Sachiyo                           | 10 novembre 1998 |         |
| 28 | 「ツッキーはナゾなやつ」 - Tsukkī wa Nazo na Yatsu                       | 11 novembre 1998 |         |
| 29 | 「電話はナンギでおじゃる」 - Denwa wa Nangi de ojaru                     | 12 novembre 1998 |         |
| 30 | 「電ボとアケミ」 - Denbo to Akemi                                        | 13 novembre 1998 |         |
| 31 | 「走れ！マスター」 - Hashire! Masutā                                     | 16 novembre 1998 |         |
| 32 | 「うすいさちよに希望の光」 - Usui Sachiyo ni Kibō no Hikari              | 17 novembre 1998 |         |
| 33 | 「小町ちゃんはマイペース」 - Komachi-chan wa Maipēsu                     | 18 novembre 1998 |         |
| 34 | 「クールじゃの冷徹斎」 - Kūru ja no Rei Tessai                           | 19 novembre 1998 |         |
| 35 | 「エンマ大王大よわり」 - Enma Daiō Dai Yowari                            | 20 novembre 1998 |         |
| 36 | 「子鬼ハウスへようこそ」 - Kooni Hasu e Yōkoso                           | 23 novembre 1998 |         |
| 37 | 「双子犬の人間散歩」 - Futago Inu no Ningen Sanpo                        | 24 novembre 1998 |         |
| 38 | 「ユックリ時計が好きでおじゃる」 - Yukkuri Tokei ga Suki de ojaru        | 25 novembre 1998 |         |
| 39 | 「ケーキこわい！でおじゃる」 - Kēki Kowai! de ojaru                      | 26 novembre 1998 |         |
| 40 | 「石清水君の大親友」 - Iwa Shimizu-kun no Daishinyū                      | 27 novembre 1998 |         |
| 41 | 「健康いちばん月光草」 - Kenkō Ichiban Gekkōsō                           | 30 novembre 1998 |         |
| 42 | 「公ちゃん幸せになる」 - Kimi-chan Shiawase ni Naru                      | 1º dicembre 1998 |         |
| 43 | 「最高のお届けもの」 - Saikō no Otodoke Mono                             | 2 dicembre 1998  |         |
| 44 | 「マロが座れば都でおじゃる」 - Maro ga Suwareba Miyako de ojaru          | 3 dicembre 1998  |         |
| 45 | 「月光町に花ふぶき」 - Gekkō Chō ni Hanafubiki                           | 4 dicembre 1998  |         |
| 46 | 「月光町大使はだれでおじゃる？」 - Gekkō Chō Taishi wa Dare de ojaru?    | 7 dicembre 1998  |         |
| 47 | 「白犬にのった王子様」 - Shiroinu Notta Oujisama                         | 8 dicembre 1998  |         |
| 48 | 「おじゃる、歴史に残る」 - Ojaru Rekishi ni Nokoru                       | 9 dicembre 1998  |         |
| 49 | 「並べばよいことあるでおじゃる」 - Narabeba Yoi Koto Aru de ojaru        | 10 dicembre 1998 |         |
| 50 | 「電ボ芸をおぼえる」 - Denbo Gei o Oboeru                                | 11 dicembre 1998 |         |
| 51 | 「金ちゃん友だちを釣る」 - Kin-chan Tomodachi o Tsuru                    | 14 dicembre 1998 |         |
| 52 | 「おじゃる山にのぼる」 - Ojaru Yama o Noboru                             | 15 dicembre 1998 |         |
| 53 | 「熱血本田先生」 - Nekketsu Honda-sensei                                 | 16 dicembre 1998 |         |
| 54 | 「満願神社に神さまあらわる」 - Mangan Jinja ni Kami-sama Arawaru         | 17 dicembre 1998 |         |
| 55 | 「マリーやしきのたからもの」 - Marie Yashiki no Takaramono               | 18 dicembre 1998 |         |
| 56 | 「とっておく田村さん一家」 - Totteoku Tamura-san Ikka                    | 21 dicembre 1998 |         |
| 57 | 「おじゃるカメラを持つ」 - Ojaru Kamera o Motsu                          | 22 dicembre 1998 |         |
| 58 | 「おじゃるタナカヨシコの店に行く」 - Ojaru Tanaka Yoshiko no Mise ni Iku | 23 dicembre 1998 |         |
| 59 | 「腹からさけんだエンマ大王」 - Hara kara Sakenda Enma Daiō               | 24 dicembre 1998 |         |
| 60 | 「おじゃる買いものにつきあう」 - Ojaru Kaimono ni Tsukiau                | 25 dicembre 1998 |         |
| 61 | 「泣いた貧乏神」 - Naita Binbōgami                                       | 28 dicembre 1998 |         |
| 62 | 「乙女先生 白鳥になりきる」 - Otome-sensei Hakuchō ni Narikiri           | 29 dicembre 1998 |         |
| 63 | 「チャリンがほしいでおじゃる」 - Charin ga Hoshī de ojaru                | 30 dicembre 1998 |         |
| 64 | 「ウサギとカメとおじゃる丸」 - Usagi to Kame to Ojarumaru                | 4 gennaio 1999   |         |
| 65 | 「カズマ 石を手ばなす」 - Kazuma Ishi o Tebanasu                         | 5 gennaio 1999   |         |
| 66 | 「おじゃる 拾いものをする」 - Ojaru Hiroi Mono o Suru                    | 6 gennaio 1999   |         |
| 67 | 「電ボ 対 電キ」 - Denbo tai Denki                                       | 7 gennaio 1999   |         |
| 68 | 「おじゃる鬼が島へ行く」 - Ojaru Oni ga Shima e Iku                      | 8 gennaio 1999   |         |
| 69 | 「マロは二代目コーヒー仮面?」 - Maro wa Nidaime Kōhī Kamen?              | 11 gennaio 1999  |         |
| 70 | 「金パパ健康にはげむ」 - Kin Papa Kenkō ni Hagemu                        | 12 gennaio 1999  |         |
| 71 | 「ハムスターは2度消える」 - Hamustā wa 2-dō Kieru                        | 13 gennaio 1999  |         |
| 72 | 「オコリン坊に花束を」 - Okorinbō ni Hanataba o                          | 14 gennaio 1999  |         |
| 73 | 「ママ ママをさぼる」 - Mama Mama o Saboru                               | 15 gennaio 1999  |         |
| 74 | 「ケン考える人になる」 - Ken Kangaeru Hito ni Naru                       | 18 gennaio 1999  |         |
| 75 | 「オニが山でリフレッシュ」 - Oni ga Yama de Rifuresshu                   | 19 gennaio 1999  |         |
| 76 | 「電ボモノマネをきわめる」 - Denbo Monomane o Kiwameru                   | 20 gennaio 1999  |         |
| 77 | 「おじゃる地球を救う」 - Ojaru Chikyū o Sukū                             | 21 gennaio 1999  |         |
| 78 | 「ツッキーの消えた町」 - Tsukki no Kieta Machi                           | 22 gennaio 1999  |         |
| 79 | 「牛鹿になる」 - Ushi Shika ni Naru                                      | 25 gennaio 1999  |         |
| 80 | 「貧乏神の底力」 - Binbōgami no Sokodjikara                              | 26 gennaio 1999  |         |
| 81 | 「めでたいのう本田先生」 - Medetai nō Honda-sensei                       | 27 gennaio 1999  |         |
| 82 | 「どのお茶いちばん？」 - Dono Ocha Ichiban?                              | 28 gennaio 1999  |         |
| 83 | 「キャプテン·アオベエ」 - Kyaputen Aobee                                 | 29 gennaio 1999  |         |
| 84 | 「おじゃるみごとなシャクさばき」 - Ojaru Migotona Shaku Sabaki           | 1º febbraio 1999 |         |
| 85 | 「うどん屋さんとおさななじみ」 - Udonya-san to Osananajimi               | 2 febbraio 1999  |         |
| 86 | 「おじゃる 一日神さまになる」 - Ojaru Tsuitachi Kamisama ni Naru         | 3 febbraio 1999  |         |
| 87 | 「小町パパは美容師さん」 - Komachi Papa wa Biyōshi-san                   | 4 febbraio 1999  |         |
| 88 | 「なやみがいっぱい 小心さん」 - Nayami ga Ippai Shōshin-san              | 5 febbraio 1999  |         |
| 89 | 「おじゃると金ちゃん くらべっこする」 - Ojaru to Kin-chan Kurabekko Suru | 8 febbraio 1999  |         |
| 90 | 「また会う日まで」 - Mataauhimade                                        | 9 febbraio 1999  |         |

### Stagione 2 (1999)
| Nº | Giapponese 「Kanji」 - Rōmaji                                            | In onda          | In onda |
| Nº | Giapponese 「Kanji」 - Rōmaji                                            | Giapponese       |         |
| 1  | 「シャクムッとする」 - Shaku Mutsuto Suru                                | 5 aprile 1999    |         |
| 2  | 「子鬼弟子いりする」 - Kooni Deshi Iri Suru                              | 6 aprile 1999    |         |
| 3  | 「おじゃるオバケやしきへ行く」 - Ojaru Obake Yashiki e Iku               | 7 aprile 1999    |         |
| 4  | 「電ボとオハギ」 - Denbo to Ohagi                                        | 8 aprile 1999    |         |
| 5  | 「実演販売はたのしいでおじゃる」 - Jitsuen Hanbai wa Tanoshī de ojaru    | 9 aprile 1999    |         |
| 6  | 「進めからくりせんたく人形」 - Susume Karakuri Sentaku Ningyō            | 12 aprile 1999   |         |
| 7  | 「アカネへのラブレター」 - Akane e no Raburetā                           | 13 aprile 1999   |         |
| 8  | 「カズマ石に好かれる」 - Kazuma Ishi ni Sukareru                         | 14 aprile 1999   |         |
| 9  | 「双子犬ケンカする」 - Futago Inu Kenka Suru                             | 15 aprile 1999   |         |
| 10 | 「おじゃるびんぼう神であそぶ」 - Ojaru Binbō-shin de Asobu               | 16 aprile 1999   |         |
| 11 | 「電ボグチる」 - Denbo Guchiru                                           | 19 aprile 1999   |         |
| 12 | 「ニセシャク登場」 - Nise Shaku Tōjō                                     | 20 aprile 1999   |         |
| 13 | 「オノコだけのおるすばん」 - Onoko Dake no Orusuban                      | 21 aprile 1999   |         |
| 14 | 「おじゃるゴルフをする」 - Ojaru Gorufu o Suru                           | 22 aprile 1999   |         |
| 15 | 「冷徹斎をさがせ」 - Rei Tessai o Sagase                                 | 23 aprile 1999   |         |
| 16 | 「タナカヨシコのたからの山」 - Tanaka Yoshiko no Takara no Yama          | 26 aprile 1999   |         |
| 17 | 「マスターそわそわする」 - Masutā Sowasowa Suru                          | 27 aprile 1999   |         |
| 18 | 「おじゃデレラ」 - Oja-Derera                                            | 28 aprile 1999   |         |
| 19 | 「びんぼう神の洋服だんす」 - Bin Bō-shin no Yōfuku Dansu                 | 29 aprile 1999   |         |
| 20 | 「子鬼の里帰り」 - Kooni no Satogaeri                                    | 30 aprile 1999   |         |
| 21 | 「オカメ変身する」 - Okame Henshin Suru                                  | 3 maggio 1999    |         |
| 22 | 「乙女先生からくり人形とおどる」 - Otome-sensei Karakuri Ningyō to Odoru | 4 maggio 1999    |         |
| 23 | 「カズマ弟がふえる」 - Kazuma Otōto ga Fueru                             | 5 maggio 1999    |         |
| 24 | 「ぬいぐるみの町」 - Nuigurumi no Chō                                    | 6 maggio 1999    |         |
| 25 | 「トミーの思い出」 - Tomī no Omoide                                      | 7 maggio 1999    |         |
| 26 | 「注文の多いはがき」 - Chūmon no Ōi Hagaki                               | 10 maggio 1999   |         |
| 27 | 「わらう月光町」 - Warau Gekkō Chō                                       | 11 maggio 1999   |         |
| 28 | 「月光町ちっちゃいものクラブ」 - Gekkō Chō Chicchai Mono Kurabu          | 12 maggio 1999   |         |
| 29 | 「花と線」 - Hana to Sen                                                 | 13 maggio 1999   |         |
| 30 | 「金ちゃんママはせんたくじょうず」 - Kin-chan Mama wa Sentaku Jōzu       | 14 maggio 1999   |         |
| 31 | 「おじゃる海へゆく」 - Ojaru Umi e Yuku                                  | 17 maggio 1999   |         |
| 32 | 「電ボとタンポポ」 - Denbo to Tanpopo                                    | 18 maggio 1999   |         |
| 33 | 「星野ふたたび」 - Hoshino Futatabi                                      | 19 maggio 1999   |         |
| 34 | 「ツッキーを救え」 - Tsukkī o Sukue                                      | 20 maggio 1999   |         |
| 35 | 「エンマキスケになる」 - Enma Kisuke ni Naru                             | 21 maggio 1999   |         |
| 36 | 「のんびりとたんまり」 - Nonbiri to Tanmari                              | 24 maggio 1999   |         |
| 37 | 「月光町に星よ降れ」 - Gekkō Chō ni Hoshiyo Fure                         | 25 maggio 1999   |         |
| 38 | 「実演販売人形ウックン」 - Jitsuen Hanbai Ningyō Ukkun                   | 26 maggio 1999   |         |
| 39 | 「月光ソバたんじょう」 - Gekkō Soba Tanjō                                | 27 maggio 1999   |         |
| 40 | 「おじゃるはりまくる」 - Ojaru Hari Makuru                               | 28 maggio 1999   |         |
| 41 | 「満願神社がピッカピカ」 - Mangan Jinja ga Pikkapika                     | 31 maggio 1999   |         |
| 42 | 「パパありがとう」 - Papa Arigatō                                        | 1º giugno 1999   |         |
| 43 | 「ママ料理をきわめる」 - Mama Ryōri o Kiwameru                           | 2 giugno 1999    |         |
| 44 | 「電ボモノマネをする2」 - Denbo Monomane o Suru 2                        | 3 giugno 1999    |         |
| 45 | 「出動!ちっちゃいものクラブ」 - Shutsudō! Chicchai Mono Kurabu           | 4 giugno 1999    |         |
| 46 | 「冷徹斎うらないを信じる」 - Rei Tessai Uranai o Shinjiru                | 7 giugno 1999    |         |
| 47 | 「おじゃるシャクを貸す」 - Ojaru Shaku o Kasu                            | 8 giugno 1999    |         |
| 48 | 「色白のカンブツさん」 - Irojiro no Kanbutsu-san                         | 9 giugno 1999    |         |
| 49 | 「うすいさんとカンブツさん」 - Usui-san to Kanbutsu-san                  | 10 giugno 1999   |         |
| 50 | 「しあわせの赤い糸でんわ」 - Shiawase no Akai Ito Denwa                  | 11 giugno 1999   |         |
| 51 | 「おじゃるやきものをする」 - Ojaru Yakimono o Suru                       | 4 ottobre 1999   |         |
| 52 | 「帰ってきたオヤツ」 - Kaettekita Oyatsu                                 | 5 ottobre 1999   |         |
| 53 | 「おじゃる口をすべらす」 - Ojaru Kuchi o Suberasu                        | 6 ottobre 1999   |         |
| 54 | 「ケン人気者になる」 - Ken Ninki-sha ni Naru                             | 7 ottobre 1999   |         |
| 55 | 「うすいさんヒロインになる」 - Usui-san Hiroin ni Naru                   | 8 ottobre 1999   |         |
| 56 | 「おじゃる島へゆく」 - Ojaru Shima e Yuku                                | 11 ottobre 1999  |         |
| 57 | 「愛のあかし石」 - Ai no Akashi Ishi                                     | 12 ottobre 1999  |         |
| 58 | 「月光町だよおいちゃん」 - Gekkō Chō dayo Oi-chan                        | 13 ottobre 1999  |         |
| 59 | 「館長とオバケ」 - Kanchō to Obake                                       | 14 ottobre 1999  |         |
| 60 | 「おじゃるエボシに入る」 - Ojaru Eboshi ni Hairu                         | 15 ottobre 1999  |         |
| 61 | 「雨の日すごろく」 - Ame no Hi Sugoroku                                  | 18 ottobre 1999  |         |
| 62 | 「からくりおじゃる人形」 - Karakuri Ojaru Ningyō                         | 19 ottobre 1999  |         |
| 63 | 「形あつめ」 - Katachi Atsume                                            | 20 ottobre 1999  |         |
| 64 | 「赤紫がやってくる」 - Aka Murasaki ga Yattekuru                         | 21 ottobre 1999  |         |
| 65 | 「オカメ地球を救う」 - Okame Chikyū o Sukū                               | 22 ottobre 1999  |         |
| 66 | 「電ボと柿」 - Denbo to Kaki                                             | 25 ottobre 1999  |         |
| 67 | 「ちっちゃいものクラブ新聞」 - Chicchai Mono Kurabu Shinbun              | 26 ottobre 1999  |         |
| 68 | 「おじゃるさわりまくる」 - Ojaru Sawari Makuru                           | 27 ottobre 1999  |         |
| 69 | 「かめばかむほど」 - Kameba Kamu Hodo                                    | 28 ottobre 1999  |         |
| 70 | 「めざせ月光タワー」 - Mezase Gekkō Tawā                                 | 29 ottobre 1999  |         |
| 71 | 「キスケママになる」 - Kisuke Mama ni Naru                               | 1º novembre 1999 |         |
| 72 | 「プリン道」 - Purin Michi                                               | 2 novembre 1999  |         |
| 73 | 「音あそび」 - Oto Asobi                                                 | 3 novembre 1999  |         |
| 74 | 「わかものみこし」 - Wakamono Mikoshi                                    | 4 novembre 1999  |         |
| 75 | 「ツッキーの里帰り」 - Tsukkī no Satogaeri                               | 5 novembre 1999  |         |
| 76 | 「冷徹斉デートする」 - Rei Tessai Dēto Suru                              | 8 novembre 1999  |         |
| 77 | 「ママは文豪」 - Mama wa Bungō                                           | 9 novembre 1999  |         |
| 78 | 「カズマはどっち似?」 - Kazuma wa Docchi Ni?                             | 10 novembre 1999 |         |
| 79 | 「牛 来る」 - Ushi Kuru                                                  | 11 novembre 1999 |         |
| 80 | 「キスケハッとする」 - Kisuke Hatsuto Suru                               | 12 novembre 1999 |         |
| 81 | 「いいにおい旅」 - Ī Nioi Tabi                                           | 15 novembre 1999 |         |
| 82 | 「ビバ!すもう」 - Biba! Sumō                                             | 16 novembre 1999 |         |
| 83 | 「月光町の夜」 - Gekkō Chō no Yoru                                       | 17 novembre 1999 |         |
| 84 | 「おじゃるとからくり」 - Ojaru to Karakuri                               | 18 novembre 1999 |         |
| 85 | 「手まわしずし」 - Te Mawashi-zushi                                      | 19 novembre 1999 |         |
| 86 | 「双子犬のシュミ」 - Futako Inu no Shumi                                 | 22 novembre 1999 |         |
| 87 | 「石清水くんゆるむ」 - Iwashimizu-kun Yurumu                             | 23 novembre 1999 |         |
| 88 | 「待ちつづけたヨシコ」 - Machi Tsudzuketa Yoshiko                        | 24 novembre 1999 |         |
| 89 | 「カメトメ元気のひけつ」 - Kame-Tome Genki no Hiketsu                    | 25 novembre 1999 |         |
| 90 | 「おじゃるヘイアンチョウへ帰る」 - Ojaru Heian Chō e Kaeru               | 26 novembre 1999 |         |

### Stagione 3 (2000)
| Nº | Giapponese 「Kanji」 - Rōmaji                                             | In onda          | In onda |
| Nº | Giapponese 「Kanji」 - Rōmaji                                             | Giapponese       |         |
| 1  | 「気さくじゃのラジオ」 - Kisaku ja no Rajio                               | 3 aprile 2000    |         |
| 2  | 「貧ちゃんクラブに参加する」 - Bin-chan Kurabu ni Sanka Suru              | 4 aprile 2000    |         |
| 3  | 「すてきな穴掘り」 - Suteki na Ana Hori                                   | 5 aprile 2000    |         |
| 4  | 「雨の月光町」 - Ame no Gekkō Chō                                         | 6 aprile 2000    |         |
| 5  | 「モモマン」 - Momoman                                                    | 7 aprile 2000    |         |
| 6  | 「電ボ八老やってくる」 - Denbo Hachirō Yattekuru                          | 10 aprile 2000   |         |
| 7  | 「マリーさんと下宿人」 - Marī-san to Geshukujin                           | 11 aprile 2000   |         |
| 8  | 「ママの笑顔」 - Mama no Egao                                             | 12 aprile 2000   |         |
| 9  | 「カズマ石をおくる」 - Kazuma Ishi o Okuru                                | 13 aprile 2000   |         |
| 10 | 「だれにもめいわく」 - Dare Nimo Meiwaku                                  | 14 aprile 2000   |         |
| 11 | 「とうふとプリンとおじゃる丸」 - Tōfu to Purin to Ojarumaru               | 17 aprile 2000   |         |
| 12 | 「喫茶一服の一番長い日」 - Kissa Ippuku no Ichiban Nagai Hi               | 18 aprile 2000   |         |
| 13 | 「カメトメ本気のお礼」 - Kame-Tome Honki no Orei                          | 19 aprile 2000   |         |
| 14 | 「星野またまた」 - Hoshino Matamata                                       | 20 aprile 2000   |         |
| 15 | 「コマ犬 満願神社をなおす」 - Komainu Mangan Jinja o Naosu                | 21 aprile 2000   |         |
| 16 | 「マリーうそをつく」 - Marī Uso o Tsuku                                   | 24 aprile 2000   |         |
| 17 | 「きけんな恋」 - Kiken na Koi                                             | 25 aprile 2000   |         |
| 18 | 「エボシの中のうすいさん」 - Eboshi no Naka no Usui-san                   | 26 aprile 2000   |         |
| 19 | 「おじゃるウッくんをもてなす」 - Ojaru Ukkun o Motenasu                   | 27 aprile 2000   |         |
| 20 | 「マリーとヨシコ」 - Marī to Yoshiko                                      | 28 aprile 2000   |         |
| 21 | 「マリーのぼうしの中」 - Marī no Bōshi no Naka                            | 1º maggio 2000   |         |
| 22 | 「進め ラクチン車」 - Susume Rakuchin-sha                                 | 2 maggio 2000    |         |
| 23 | 「朝ちゃんの夜」 - Asa-chan no Yoru                                       | 3 maggio 2000    |         |
| 24 | 「キスケひろいものをする」 - Kisuke Hiroimono o Suru                      | 4 maggio 2000    |         |
| 25 | 「おじゃまろくん」 - Ojamaro-kun                                          | 5 maggio 2000    |         |
| 26 | 「おじゃ窓のぞけば」 - Oja Mado no Zokeba                                 | 8 maggio 2000    |         |
| 27 | 「カズマ 子育てをする」 - Kazuma Kosodate o Suru                          | 9 maggio 2000    |         |
| 28 | 「フワフワもの」 - Fuwafuwa Mono                                          | 10 maggio 2000   |         |
| 29 | 「マロの休日」 - Maro no Kyūjitsu                                         | 11 maggio 2000   |         |
| 30 | 「スクープ対ツッキー」 - Sukūpu tai Tsukkī                                | 12 maggio 2000   |         |
| 31 | 「スクープ対電ボ」 - Sukūpu tai Denbo                                     | 15 maggio 2000   |         |
| 32 | 「おじゃる合体する」 - Ojaru Gattai Suru                                  | 16 maggio 2000   |         |
| 33 | 「多山のこてん」 - Tazan no Koten                                         | 17 maggio 2000   |         |
| 34 | 「押し月光ダケ」 - Oshi Gekkō Dake                                        | 18 maggio 2000   |         |
| 35 | 「オカメデー」 - Okame Dē                                                 | 19 maggio 2000   |         |
| 36 | 「オカメ、アメをなめる」 - Okame, Ame o Nameru                            | 22 maggio 2000   |         |
| 37 | 「雨の日でんごん」 - Ame no Hi Dengon                                     | 23 maggio 2000   |         |
| 38 | 「電ボとクリ」 - Denbo to Kuri                                            | 24 maggio 2000   |         |
| 39 | 「石清水 弟子入りする」 - Iwashimizu Deshiiri Suru                        | 25 maggio 2000   |         |
| 40 | 「エンマ アカネになる」 - Enma Akane ni Naru                              | 26 maggio 2000   |         |
| 41 | 「笑う貧乏神」 - Warau Binbōgami                                          | 29 maggio 2000   |         |
| 42 | 「双子犬かいさん」 - Futago Inu Kaisan                                    | 30 maggio 2000   |         |
| 43 | 「リュック、こわれる」 - Ryukku, Kowareru                                 | 31 maggio 2000   |         |
| 44 | 「押野対星野」 - Oshino tai Hoshino                                       | 1º giugno 2000   |         |
| 45 | 「顔くらべ」 - Kao Kurabe                                                 | 2 giugno 2000    |         |
| 46 | 「ぬいぐるみ人生」 - Nuigurumi Jinsei                                     | 2 ottobre 2000   |         |
| 47 | 「迷えるシャク」 - Mayoeru Shaku                                          | 3 ottobre 2000   |         |
| 48 | 「ヘイアンチョウハワイアンランド」 - Heian Chō Hawaian Rando              | 4 ottobre 2000   |         |
| 49 | 「スクープ対子オニ」 - Sukūpu tai Kooni                                   | 5 ottobre 2000   |         |
| 50 | 「鬼ばかり」 - Oni Bakari                                                 | 6 ottobre 2000   |         |
| 51 | 「からくり全員集合」 - Karakuri Zenin Shūgō                               | 9 ottobre 2000   |         |
| 52 | 「ビバ！小石」 - Biba! Koishi                                             | 10 ottobre 2000  |         |
| 53 | 「スクープ対シャク」 - Sukūpu tai Shaku                                   | 11 ottobre 2000  |         |
| 54 | 「スクープ対双子犬」 - Sukūpu tai Futago Inu                              | 12 ottobre 2000  |         |
| 55 | 「ちっちゃいものの穴」 - Chicchai Mono no Ana                             | 13 ottobre 2000  |         |
| 56 | 「ちっちゃいものクラブひみつきち」 - Chicchai Mono Kurabu Himitsu Kichi   | 16 ottobre 2000  |         |
| 57 | 「公ちゃんの星を探して」 - Kimi-chan no Hoshi o Sagashite                 | 17 ottobre 2000  |         |
| 58 | 「月光町ソング」 - Gekkō Chō Songu                                        | 18 ottobre 2000  |         |
| 59 | 「おじゃるの涙」 - Ojaru no Namida                                        | 19 ottobre 2000  |         |
| 60 | 「ちっちゃい表しょうじょう」 - Chicchai Arawashi Yōjō                     | 20 ottobre 2000  |         |
| 61 | 「ホメがたりない」 - Home ga Tarinai                                      | 23 ottobre 2000  |         |
| 62 | 「いざという時の本田先生」 - Izatoiutoki no Honda-sensei                  | 24 ottobre 2000  |         |
| 63 | 「おじゃ雪姫と6人のちっちゃきもの」 - Oja Sekki to 6-ri no Chiccha Kimono | 25 ottobre 2000  |         |
| 64 | 「カズマ石」 - Kazuma Ishi                                                | 26 ottobre 2000  |         |
| 65 | 「ママ 女優になる」 - Mama Joyū ni Naru                                   | 27 ottobre 2000  |         |
| 66 | 「歌よみ合戦」 - Uta Yomi Gassen                                          | 30 ottobre 2000  |         |
| 67 | 「アカネ ロンドンへ」 - Akane Rondon e                                    | 31 ottobre 2000  |         |
| 68 | 「コーヒーを飲んだ貧乏神」 - Kōhī wo Nonda Binbōgami                      | 1º novembre 2000 |         |
| 69 | 「ビバ！しりとり」 - Biba! Shiritori                                      | 2 novembre 2000  |         |
| 70 | 「幻のヘイアンチョウ」 - Maboroshi no Heian Chō                           | 3 novembre 2000  |         |
| 71 | 「おじゃる 心をよむ」 - Ojaru Kokoro o Yomu                               | 6 novembre 2000  |         |
| 72 | 「電ボまたグチる」 - Denbo Mata Guchiru                                   | 7 novembre 2000  |         |
| 73 | 「おじゃる親を忘れる」 - Ojaru Oya o Wasureru                             | 8 novembre 2000  |         |
| 74 | 「アカネ うらぎる？」 - Akane Uragiru?                                    | 9 novembre 2000  |         |
| 75 | 「電ボたんてい」 - Denbo Tantei                                           | 10 novembre 2000 |         |
| 76 | 「雨の日まねっこ」 - Ame no Hi Manekko                                    | 13 novembre 2000 |         |
| 77 | 「おじゃると雪ダルマ」 - Ojaru to Yukidaruma                              | 14 novembre 2000 |         |
| 78 | 「アリらとおじゃグマ」 - Ari-ra to Oja-Guma                               | 15 novembre 2000 |         |
| 79 | 「ワラシちゃんの家」 - Warashi-chan no Ie                                 | 16 novembre 2000 |         |
| 80 | 「貧乏神のどうそうかい」 - Binbōgami no Dōsōkai                           | 17 novembre 2000 |         |
| 81 | 「スクープ対おじゃる」 - Sukūpu tai Ojaru                                 | 20 novembre 2000 |         |
| 82 | 「ケンカはやめて」 - Kenka Hayamete                                       | 21 novembre 2000 |         |
| 83 | 「満願神社のじゆうちょう」 - Mangan Jinja Noji Yū Chō                     | 22 novembre 2000 |         |
| 84 | 「まったり道」 - Mattari Michi                                            | 23 novembre 2000 |         |
| 85 | 「おじゃる ちこくする」 - Ojaru Chikoku Suru                              | 24 novembre 2000 |         |
| 86 | 「電ボとアゲハ」 - Denbo to Ageha                                         | 27 novembre 2000 |         |
| 87 | 「牛 見合いする」 - Ushi Miai Suru                                        | 28 novembre 2000 |         |
| 88 | 「ツッキーの笑顔が消えた」 - Tsukkī no Egao ga Kieta                      | 29 novembre 2000 |         |
| 89 | 「まちかど」 - Machikado                                                  | 30 novembre 2000 |         |
| 90 | 「半分このしあわせ」 - Hanbun Kono Shiawase                               | 1º dicembre 2000 |         |

### Stagione 4 (2001)
| Nº | Giapponese 「Kanji」 - Rōmaji                                       | In onda          | In onda |
| Nº | Giapponese 「Kanji」 - Rōmaji                                       | Giapponese       |         |
| 1  | 「新おじゃる丸」 - Shin Ojarumaru                                   | 2 aprile 2001    |         |
| 2  | 「オカメ つかみに来る」 - Okame Tsukami ni Kuru                     | 3 aprile 2001    |         |
| 3  | 「おじゃる 子鬼と暮らす」 - Ojaru Kooni to Kurasu                   | 4 aprile 2001    |         |
| 4  | 「雨の日 うすい」 - Ame no Hi Usui                                  | 5 aprile 2001    |         |
| 5  | 「おじゃる 足が出る」 - Ojaru Ashigaderu                            | 6 aprile 2001    |         |
| 6  | 「雨の日ババ抜き」 - Ame no Hi Baba Nuki                            | 9 aprile 2001    |         |
| 7  | 「くらぶ もりあがる」 - Kurabu Moriagaru                            | 10 aprile 2001   |         |
| 8  | 「板やる気」 - Ita Yaruki                                           | 11 aprile 2001   |         |
| 9  | 「エンマ シャクをあつめる」 - Enma Shaku o Atsumeru                 | 12 aprile 2001   |         |
| 10 | 「オカメ びより」 - Okame Biyori                                    | 13 aprile 2001   |         |
| 11 | 「おじゃる マイクをよみがえらす」 - Ojaru Maiku o Yomigaerasu       | 16 aprile 2001   |         |
| 12 | 「幸運を呼ぶワラシ」 - Kōun o Yobu Warashi                          | 17 aprile 2001   |         |
| 13 | 「電ボたんてい 冷徹斎を追え」 - Denbo Tantei Rei Tessai o Oe        | 18 aprile 2001   |         |
| 14 | 「なかよし1本！」 - Nakayoshi Ichi-pon!                             | 19 aprile 2001   |         |
| 15 | 「ケン バイトをあらそう」 - Ken Baito o Arasō                       | 20 aprile 2001   |         |
| 16 | 「タナカ こぎれいになる」 - Tanaka Kogirei ni Naru                  | 23 aprile 2001   |         |
| 17 | 「キスケ 失敗をつくろう」 - Kisuke Shippai o Tsukurō                | 24 aprile 2001   |         |
| 18 | 「トミーと子供たち」 - Tomī to Kodomo-tachi                         | 25 aprile 2001   |         |
| 19 | 「おモモ丸」 - Omomomaru                                            | 26 aprile 2001   |         |
| 20 | 「キスケの角」 - Kisuke no Tsuno                                    | 27 aprile 2001   |         |
| 21 | 「トミーとマコト」 - Tomī to Makoto                                 | 30 aprile 2001   |         |
| 22 | 「石ラブレター」 - Ishi Raburetā                                    | 1º maggio 2001   |         |
| 23 | 「おじゃツル丸のおんがえし」 - Ojatsurumaru no Ongaeshi             | 2 maggio 2001    |         |
| 24 | 「消えた アケミ」 - Kieta Akemi                                     | 3 maggio 2001    |         |
| 25 | 「子鬼 看病する」 - Kooni Kanbyō Suru                               | 4 maggio 2001    |         |
| 26 | 「いざというときの田村さん一家」 - Izatoiutoki no Tamura-san Ikka   | 7 maggio 2001    |         |
| 27 | 「オノコ二人」 - Onoko Futari                                       | 8 maggio 2001    |         |
| 28 | 「パパと月光タワーへ2」 - Papa to Gekkō Tawā e 2                    | 9 maggio 2001    |         |
| 29 | 「おじゃる 忙しくなる」 - Ojaru Isogashiku Naru                     | 10 maggio 2001   |         |
| 30 | 「みよこ石」 - Miyoko Ishi                                          | 11 maggio 2001   |         |
| 31 | 「うすいさん うれっこになる」 - Usui-san Urekko ni Naru             | 14 maggio 2001   |         |
| 32 | 「ウッくん、正体がバレる！？」 - Ukkun, Shōtai ga Bareru!?          | 15 maggio 2001   |         |
| 33 | 「にぶいの電ボ」 - Nibui no Denbo                                   | 16 maggio 2001   |         |
| 34 | 「乙女とジジら」 - Otome to Jiji-ra                                 | 17 maggio 2001   |         |
| 35 | 「コーヒーを飲んだ星野一家」 - Kōhī o Nonda Hoshino Ikka            | 18 maggio 2001   |         |
| 36 | 「うすい 話し方とっくん」 - Usui Hanashikata Tokkun                 | 21 maggio 2001   |         |
| 37 | 「パパ 実家へ帰る」 - Papa Jikka e Kaeru                            | 22 maggio 2001   |         |
| 38 | 「冷徹 母を占う」 - Reitetsu Haha o Uranau                          | 23 maggio 2001   |         |
| 39 | 「貧ちゃん祭り」 - Bin-chan Matsuri                                 | 24 maggio 2001   |         |
| 40 | 「ファンクラブファンクラブ」 - Fan Kurabu Fan Kurabu                | 25 maggio 2001   |         |
| 41 | 「小じゃる丸」 - Ojarumaru                                          | 28 maggio 2001   |         |
| 42 | 「美しきゴミ」 - Utsukushiki Gomi                                   | 29 maggio 2001   |         |
| 43 | 「小さいのにえらいおじゃる丸」 - Chīsai noni Erai Ojarumaru         | 30 maggio 2001   |         |
| 44 | 「走れ カズマ」 - Hashire Kazuma                                    | 31 maggio 2001   |         |
| 45 | 「おじゃる ウッくんに親を与える」 - Ojaru Ukkun ni Oya o Ataeru     | 1º giugno 2001   |         |
| 46 | 「公ちゃん トリオ入門」 - Kimi-chan Torio Nyūmon                    | 1º ottobre 2001  |         |
| 47 | 「おじゃる 石の仲にわりこむ」 - Ojaru Ishi no Naka ni Warikomu      | 2 ottobre 2001   |         |
| 48 | 「おじゃる シャクを返す」 - Ojaru Shaku o Kaesu                     | 3 ottobre 2001   |         |
| 49 | 「電ボ子」 - Denboko                                                | 4 ottobre 2001   |         |
| 50 | 「3点セット 走る」 - 3 Ten Setto Hashiru                            | 5 ottobre 2001   |         |
| 51 | 「悪だくみ」 - Aku Dakumi                                           | 8 ottobre 2001   |         |
| 52 | 「ニコ坊 犬小屋を作る」 - Nikobō Inugoya o Tsukuru                  | 9 ottobre 2001   |         |
| 53 | 「エンマ アオベエになる」 - Enma Aobee ni Naru                      | 10 ottobre 2001  |         |
| 54 | 「ひとりでもさみしくない館長」 - Hitori demo Samishiku nai Kanchō   | 11 ottobre 2001  |         |
| 55 | 「カメトメ スカウトされる」 - Kame-Tome Sukauto Sareru              | 12 ottobre 2001  |         |
| 56 | 「会話が足りない」 - Kaiwa ga Tarinai                               | 15 ottobre 2001  |         |
| 57 | 「おじゃる王の悲しみ」 - Ojaru Ō no Kanashimi                       | 16 ottobre 2001  |         |
| 58 | 「公ちゃんシッポが伸びる」 - Kimi-chan Shippo ga Nobiru             | 17 ottobre 2001  |         |
| 59 | 「キグルミ道」 - Kigurumi Michi                                     | 18 ottobre 2001  |         |
| 60 | 「電ボと小アジ」 - Denbo to O Aji                                   | 19 ottobre 2001  |         |
| 61 | 「ビバ！月光町女の子クラブ」 - Biba! Gekkō Chō Onnanoko Kurabu      | 22 ottobre 2001  |         |
| 62 | 「パパを待つおじゃる丸」 - Papa o Matsu Ojarumaru                   | 23 ottobre 2001  |         |
| 63 | 「愛のこうかん日記」 - Ai no Kōkan Nikki                            | 24 ottobre 2001  |         |
| 64 | 「歩く電ボ」 - Aruku Denbo                                          | 25 ottobre 2001  |         |
| 65 | 「帰ってきた小心さん」 - Kaettekita Shōshin-san                     | 26 ottobre 2001  |         |
| 66 | 「ビバ！えづけ」 - Biba! Edzuke                                     | 29 ottobre 2001  |         |
| 67 | 「金ちゃん家でキャンプ」 - Kin-chan Ie de Kyanpu                    | 30 ottobre 2001  |         |
| 68 | 「オコニコ花を育てる」 - Oko-Niko Hana o Sodateru                   | 31 ottobre 2001  |         |
| 69 | 「ピーチボールファイター・モモタマー」 - Pīchi Bōru Faitā· Momotamā | 1º novembre 2001 |         |
| 70 | 「電ボたんてい 乙女を追え」 - Denbo Tantei Otome o Oe               | 2 novembre 2001  |         |
| 71 | 「おちゃる丸」 - Ocharumaru                                         | 5 novembre 2001  |         |
| 72 | 「愛のチョンマゲ」 - Ai no Chonmage                                 | 6 novembre 2001  |         |
| 73 | 「消えたおじゃる」 - Kieta Ojaru                                    | 7 novembre 2001  |         |
| 74 | 「金ちゃん歌をよむ」 - Kin-chan Uta o Yomu                          | 8 novembre 2001  |         |
| 75 | 「電ボ子 しかる」 - Denboko Shikaru                                 | 9 novembre 2001  |         |
| 76 | 「おじゃる にぎる」 - Ojaru Nigiru                                  | 12 novembre 2001 |         |
| 77 | 「電ボ ハマる」 - Denbo Hamaru                                      | 13 novembre 2001 |         |
| 78 | 「ドキドキしない館長さん」 - Dokidoki shinai Kanchō-san             | 14 novembre 2001 |         |
| 79 | 「うすいさんのティーバッグ」 - Usui-san no Tībaggu                  | 15 novembre 2001 |         |
| 80 | 「カメトメ シットする」 - Kame-Tome Shitto Suru                     | 16 novembre 2001 |         |
| 81 | 「オカメ 牛を呼ぶ」 - Okame Ushi o Yobu                             | 19 novembre 2001 |         |
| 82 | 「カラクリ人形ハウス」 - Karakuri Ningyō Hausu                      | 20 novembre 2001 |         |
| 83 | 「冬将軍がやってきた」 - Fuyu Shōgun ga Yattekita                   | 21 novembre 2001 |         |
| 84 | 「ワラシちゃんと貧ちゃん」 - Warashi-chan to Bin-chan               | 22 novembre 2001 |         |
| 85 | 「おじゃる様」 - Ojaru-sama                                         | 23 novembre 2001 |         |
| 86 | 「キラッと光る石清水くん」 - Kiratto Hikaru Iwashimizu-kun          | 26 novembre 2001 |         |
| 87 | 「パパの出張」 - Papa no Shutchō                                    | 27 novembre 2001 |         |
| 88 | 「電ボ 恋の劇場」 - Denbo Koi no Gekijō                             | 28 novembre 2001 |         |
| 89 | 「もう一つのまちかど」 - Mōhitotsu no Machi Kado                    | 29 novembre 2001 |         |
| 90 | 「電ボさま」 - Denbo-sama                                           | 30 novembre 2001 |         |

### Stagione 5 (2002)
| Nº | Giapponese 「Kanji」 - Rōmaji                                                   | In onda          | In onda |
| Nº | Giapponese 「Kanji」 - Rōmaji                                                   | Giapponese       |         |
| 1  | 「今日のところはひきあげなかった子鬼」 - Kyō no Tokoro wa Hikiage Nakatta Kooni | 1º aprile 2002   |         |
| 2  | 「お紅茶仮面」 - Okōcha Kamen                                                   | 2 aprile 2002    |         |
| 3  | 「おいと言ったカズマ」 - Oi to Itta Kazuma                                      | 3 aprile 2002    |         |
| 4  | 「オカメワカメに泣く」 - Okame Wakame ni Naku                                   | 4 aprile 2002    |         |
| 5  | 「オコニコ占い師になる」 - Oko-Niko Uranaishi ni Naru                           | 5 aprile 2002    |         |
| 6  | 「赤紫ふたたび」 - Aka Murasaki Futatabi                                        | 8 aprile 2002    |         |
| 7  | 「シャクを取り返す道」 - Shaku o Torikaesu Michi                                | 9 aprile 2002    |         |
| 8  | 「ミシンをふむタナカヨシコ」 - Mishin o Fumu Tanaka Yoshiko                     | 10 aprile 2002   |         |
| 9  | 「ケンさん男をあげる」 - Ken-san Otoko o Ageru                                  | 11 aprile 2002   |         |
| 10 | 「ビバ！不幸」 - Biba! Fukō                                                     | 12 aprile 2002   |         |
| 11 | 「おじゃる変装する」 - Ojaru Hensō Suru                                         | 15 aprile 2002   |         |
| 12 | 「一二三ちゃんふたたび」 - Hifumi-chan Futatabi                                 | 16 aprile 2002   |         |
| 13 | 「石清水くんだらける」 - Iwashimizu-kun Darakeru                                | 17 aprile 2002   |         |
| 14 | 「ウッくんは女の子？！」 - Ukkun wa Onnanoko?!                                  | 18 aprile 2002   |         |
| 15 | 「ツッキー落書きされる」 - Tsukkī Rakugaki Sareru                               | 19 aprile 2002   |         |
| 16 | 「オコ坊の忘れえぬ一日」 - Okobō no Wasure enu Tsuitachi                        | 22 aprile 2002   |         |
| 17 | 「エンマ電ボになる」 - Enma Denbo ni Naru                                       | 23 aprile 2002   |         |
| 18 | 「なかまわれ！ちっちゃいものクラブ」 - Nakamaware! Chichai Mono Kurabu          | 24 aprile 2002   |         |
| 19 | 「おじゃるおじゃるをやめる」 - Ojaru Ojaru o Yameru                             | 25 aprile 2002   |         |
| 20 | 「愛ちゃん、夢の超能力生活」 - Ai-chan, Yume no Chōnōryoku Seikatsu             | 26 aprile 2002   |         |
| 21 | 「家賃を値上げしたいマリー婆」 - Yachin o Neage Shitai Marī-baba                | 29 aprile 2002   |         |
| 22 | 「開かない引き出し」 - Akanai Hikidashi                                         | 30 aprile 2002   |         |
| 23 | 「小町ちゃんのビバぢから」 - Komachi-chan no Biba Djikara                       | 1º maggio 2002   |         |
| 24 | 「見つめあうケンとうすい」 - Mitsumeau Ken to Usui                              | 2 maggio 2002    |         |
| 25 | 「おじゃる子鬼にみはなされる」 - Ojaru Kooni ni Mihanasareru                    | 3 maggio 2002    |         |
| 26 | 「電ボおにぎりに泣く」 - Denbo Onigiri ni Naku                                  | 6 maggio 2002    |         |
| 27 | 「子鬼の足」 - Kooni no Ashi                                                    | 7 maggio 2002    |         |
| 28 | 「ふたりでなら…」 - Futari denara...                                            | 8 maggio 2002    |         |
| 29 | 「エンマ大王一日５人」 - Enma Daiō Tsuitachi Go Hito                            | 9 maggio 2002    |         |
| 30 | 「朝ちゃん雪の日の朝」 - Asa-chan Yuki no Hi no Asa                             | 10 maggio 2002   |         |
| 31 | 「おじゃるかけもちをする」 - Ojaru Kakemochi o Suru                             | 13 maggio 2002   |         |
| 32 | 「花かかえオバケ」 - Hana Kakae Obake                                           | 14 maggio 2002   |         |
| 33 | 「えらそうなカズマ」 - Erasōna Kazuma                                           | 15 maggio 2002   |         |
| 34 | 「月光町変装コンテストの日」 - Gekkō Chō Hensō Kontesuto no Hi                  | 16 maggio 2002   |         |
| 35 | 「カズマきらわれる」 - Kazuma Kirawareru                                        | 17 maggio 2002   |         |
| 36 | 「おじゃるを好きな子鬼トリオ」 - Ojaru o Sukina Kooni Torio                     | 20 maggio 2002   |         |
| 37 | 「おじゃるウッくんを泊める」 - Ojaru Ukkun o Tomeru                             | 21 maggio 2002   |         |
| 38 | 「アカネと愛ちゃん」 - Akane to Ai-chan                                         | 22 maggio 2002   |         |
| 39 | 「ふたりぼっちの雨やどり」 - Futari Bocchi no Amayadori                         | 23 maggio 2002   |         |
| 40 | 「雨の日パズル」 - Ame no Hi Pazuru                                             | 24 maggio 2002   |         |
| 41 | 「星野ほしがる」 - Hoshino Hoshigaru                                            | 27 maggio 2002   |         |
| 42 | 「貧ちゃんのお風呂デー」 - Bin-chan no Ofuro Dē                                 | 28 maggio 2002   |         |
| 43 | 「前田ふたたび」 - Maeda Futatabi                                               | 29 maggio 2002   |         |
| 44 | 「しあわせの落としもの物」 - Shiawase no Otoshimono Mono                        | 30 maggio 2002   |         |
| 45 | 「おじゃるウズウズする」 - Ojaru Uzūzu Suru                                     | 31 maggio 2002   |         |
| 46 | 「おじゃる語」 - Ojaru-Go                                                       | 7 ottobre 2002   |         |
| 47 | 「落ちたくないケン」 - Ochitaku nai Ken                                         | 8 ottobre 2002   |         |
| 48 | 「長靴をはいたネヅ？」 - Nagagutsu o Haita Nedzu?                               | 9 ottobre 2002   |         |
| 49 | 「台風マリリン」 - Taifū Maririn                                                | 10 ottobre 2002  |         |
| 50 | 「電ボ カゼをひく」 - Denbo Kaze o Hiku                                         | 11 ottobre 2002  |         |
| 51 | 「おじゃる観察される」 - Ojaru Kansatsu Sareru                                  | 14 ottobre 2002  |         |
| 52 | 「気づかないはつらいでおじゃる」 - Kidzuka nai wa Tsurai de ojaru               | 15 ottobre 2002  |         |
| 53 | 「キスケ仮面」 - Kisuke Kamen                                                   | 16 ottobre 2002  |         |
| 54 | 「ちっちゃいものクラブゴルフ大会」 - Chicchai Mono Kurabu Gorufu Taikai         | 17 ottobre 2002  |         |
| 55 | 「また根津？」 - Mata Nedzu?                                                    | 18 ottobre 2002  |         |
| 56 | 「カメトメ ケンカする」 - Kame-Tome Kenka Suru                                  | 21 ottobre 2002  |         |
| 57 | 「おじゃる家」 - Ojaru Ie                                                       | 22 ottobre 2002  |         |
| 58 | 「月光町座談会」 - Gekkō Chō Zadan-kai                                          | 23 ottobre 2002  |         |
| 59 | 「さらば ワラシ」 - Saraba Warashi                                              | 24 ottobre 2002  |         |
| 60 | 「カズマとアオベエ」 - Kazuma to Aobee                                          | 25 ottobre 2002  |         |
| 61 | 「カタピーとフランソワ」 - Katapī to Furansowa                                  | 28 ottobre 2002  |         |
| 62 | 「カズマのうしろ顔」 - Kazuma no Ushiro Kao                                     | 29 ottobre 2002  |         |
| 63 | 「かなえ」 - Kanae                                                              | 30 ottobre 2002  |         |
| 64 | 「マロあってこそのアカアオキ」 - Maro Atte Koso no Aka-Ao-Ki                    | 31 ottobre 2002  |         |
| 65 | 「またまた根津？」 - Matamata Nedzu?                                            | 1º novembre 2002 |         |
| 66 | 「うすいの友達」 - Usui no Tomodachi                                            | 4 novembre 2002  |         |
| 67 | 「おどり星の来る夜」 - Odori-boshi no Kuru Yoru                                 | 5 novembre 2002  |         |
| 68 | 「マコト スーパーへ行く」 - Makoto Sūpā e Iku                                   | 6 novembre 2002  |         |
| 69 | 「オバケからの贈り物」 - Obake Kara no Okurimono                                | 7 novembre 2002  |         |
| 70 | 「アカネのために…」 - Akane no Tameni...                                        | 8 novembre 2002  |         |
| 71 | 「小心さんの大事件」 - Shōshin-san no Daijigen                                  | 11 novembre 2002 |         |
| 72 | 「電ボ勘違いする」 - Denbo Kanchigai Suru                                       | 12 novembre 2002 |         |
| 73 | 「あきらめたオコ・ニコ」 - Akirameta Oko · Niko                                 | 13 novembre 2002 |         |
| 74 | 「トミー張り込む」 - Tomī Harikomu                                              | 14 novembre 2002 |         |
| 75 | 「くっつくキスケ」 - Kuttsuku Kisuke                                            | 15 novembre 2002 |         |
| 76 | 「甘えんぼトミー」 - Amaenbo Tomī                                               | 18 novembre 2002 |         |
| 77 | 「タナカヨシコの干し柿」 - Tanaka Yoshiko no Hoshigaki                          | 19 novembre 2002 |         |
| 78 | 「おじゃ殿と町民」 - Oja-Tono to Chōmin                                         | 20 novembre 2002 |         |
| 79 | 「愛ちゃん ジャムにはまる」 - Ai-chan Jamu ni Hamaru                            | 21 novembre 2002 |         |
| 80 | 「月光町 はじめ探し」 - Gekkō Chō Hajime Sagashi                                | 22 novembre 2002 |         |
| 81 | 「おじゃる さらになまける」 - Ojaru Sarani Namakeru                             | 25 novembre 2002 |         |
| 82 | 「根津 走る」 - Nedzu Hashiru                                                   | 26 novembre 2002 |         |
| 83 | 「月光町仲良し合わせ」 - Gekkō Chō Nakayoshi Awase                              | 27 novembre 2002 |         |
| 84 | 「からくり音楽人形」 - Karakuri Ongaku Ningyō                                   | 28 novembre 2002 |         |
| 85 | 「かなえの願い」 - Kanae no Negai                                               | 29 novembre 2002 |         |
| 86 | 「いれかわる」 - Irekawaru                                                      | 2 dicembre 2002  |         |
| 87 | 「さちうすくないうすいさちよ」 - Sachi Usuku nai Usui Sachiyo                   | 3 dicembre 2002  |         |
| 88 | 「貧ちゃんのうた」 - Bin-chan no Uta                                            | 4 dicembre 2002  |         |
| 89 | 「かなえと星野」 - Kanae to Hoshino                                             | 5 dicembre 2002  |         |
| 90 | 「ウシ丸」 - Ushimaru                                                           | 6 dicembre 2002  |         |